# Patrice Garrouste
Pas d'image ? Cliquez ici
Patrice Garrouste, né le 15 janvier 1967, est un pilote français de rallye-raid depuis 1996. Il a aussi exercé durant nombreuses années, en tant qu'acteur de formule de promotion, pour Peugeot, Renault, Porsche puis Mitjet.

## Course automobile
En 1999 il participe au Championnat d'Andorre de kart cross sur glace, puis réitère l'experience un an plus tard. En 2009, le voici premier de sa catégorie lors des 24h de Dubaï. 
Patrice Garrouste n'aura pas dit son dernier mot, il cumulera par la suite 5 podiums : 2em scratch en Tunisie, 1er T3 au Maroc et à Portalegre en 2015. Ensuite il disputera le célèbre Rallye Dakar en 2018 où il finira 2em catégorie SSV. Son dernier podium fut lors du Desert Challenge à Abou Dabi en avril 2018 en troisième position. 
Il finira en 9em position lors de sa seconde participation au Dakar en 2020, cette fois-ci en catégorie Camion.

## Palmarès

### Résultats au Rallye Dakar
| Année | Categorie          | Marque  | Position | Victoires d'etapes |
| ----- | ------------------ | ------- | -------- | ------------------ |
| 2018  | Side by Side (UTV) | Polaris | 2e       | 5                  |
| 2020  | Camion             | Tatra   | 9e       | -                  |

### Résultats de toutes compétitions
| Année | Course                     | Categorie      | Position |
| ----- | -------------------------- | -------------- | -------- |
| 1999  | Championnat d'Andorre      | Kart sur glace | /        |
| 2000  | Championnat d'Andorre      | Kart sur glace | /        |
| 2009  | 24h de Dubaï               | Groupe A2      | 1er      |
| 2015  | Tunisie                    | /              | 2em      |
| 2015  | Maroc                      | T3             | 1er      |
| 2015  | Portalegre                 | T3             | 1er      |
| 2018  | Rallye Dakar               | SSV            | 2em      |
| 2018  | Abou Dabi Desert Challenge | T3             | 3em      |
| 2020  | Rallye Dakar               | Camion         | 9em      |